# Mads Kruse Andersen
Mads Christian Kruse Andersen (Nørre Alslev, 25 marzo 1978) è un canottiere danese, vincitore della medaglia d'oro nel 4 senza pesi leggeri ai Giochi olimpici di Pechino 2008.

## Palmarès
- Olimpiadi

Pechino 2008: oro nel 4 senza pesi leggeri.
- Campionati del mondo di canottaggio

2003 - Milano: oro nel 2 senza pesi leggeri.